# Turčenica
Turčenica is een plaats in de gemeente Glina in de Kroatische provincie Sisak-Moslavina. De plaats telt 14 inwoners (2001).